# Liudolfo di Svevia
Liudolfo di Svevia (930 – Pombia, 6 settembre 957) era figlio di Ottone I di Sassonia, detto Ottone il Grande, e di Editha, figlia di Edoardo il Vecchio, re d'Inghilterra.

## Biografia
Liudolfo nel 947 si unì in matrimonio con Ida, figlia del corradinide Ermanno di Svevia e di Regelinda. Attorno al 950 fondò Stoccarda. Il 16 ottobre 948 visitò l'abbazia di San Gallo assieme al duca e suocero Ermanno I: ivi era presente una disputa tra l'abate Cralone (fuggito alla corte di Ottone I non appena seppe dell'arrivo di Liudolfo) e alcuni suoi monaci e nominò come "anti-abate" Annone, fratello di Cralone, il quale morì un anno e mezzo dopo. Nel 950 divenne duca di Svevia, succedendo al suocero.
Liudolfo si indispettì per le mosse del padre: egli non solo aveva invaso l'Italia, regno vicino al suo ducato, ma aveva anche sposato Adelaide; quest'ultimo matrimonio rischiava, se avesse fruttato un erede maschio, di metterlo in secondo piano. Un primo segnale di disubbidienza venne dato in occasione della Pasqua del 952, anno in cui Liudolfo non partecipò assieme alla famiglia alle celebrazioni, fatto che mirava a indebolire Ottone di fronte ai maggiorenti dell'impero; nonostante ciò la maggior parte di questi si presentò comunque alle celebrazioni, dimostrando in tal modo la loro lealtà dei confronti di Ottone.

### La ribellione
La ribellione si inserisce nel contesto delle dispute tra aristocratici e nelle sue risoluzioni e non erano tentativi dei nobili di fermare con le armi la creazione di una centralizzazione monarchica. Le scaramucce e i combattimenti tra le due parti servivano ad acquisire maggior potere contrattuale negli accordi che gli arcivescovi di Magonza Federico (dalla parte dei ribelli) e l'arcivescovo di Colonia Brunone stavano segretamente portando avanti.
Assieme al duca e cognato Corrado di Lotaringia e all'arcivescovo di Magonza Federico prese parte, nel corso dell'autunno 952, a una ribellione contro il proprio padre. Egli si trovava in Franconia quando seppe delle «insidie segrete» del figlio, del genero e dell'arcivescovo di Magonza. Il sovrano inviò dei delegati chiedendo la resa del figlio e la sua apparizione davanti al tribunale reale. Egli non si presentò, così come Corrado; Ottone quindi privò quest'ultimo del ducato di Lotaringia (assegnato poi all'arcivescovo di Colonia e fratello Brunone), senza però emanare una sentenza direttamente contro Liudolfo. Ottone quindi radunò un esercito e marciò verso Magonza, conquistando o costringendo alla resa ogni città dalla parte dei ribelli. Dopo aver fatto uno scambio di ostaggi, Ottone chiese al figlio di rilevare i nomi do coloro che lo avevano aiutato nella ribellione e di consegnarli, offrendogli poi il perdono. Liudolfo rifiutò di violare i giuramenti che aveva stretto. Lo zio Enrico di Baviera lo esortò a continuare la ribellione e rientrò a Magonza. La decisione di continuare la lotta fece sì che si unisse a lui Ecberto il Guercio.
Una notte scappò di nascosto da Magonza assieme ai suoi uomini e catturò la città di Ratisbona oltre ad altre città attorno, scacciando al zia Giuditta, che partì assieme ai figli. Liudolfo tentò quindi di corrompere Teodorico, futuro margravio della Nordmark, e Wichmann il Giovane, fratello di Ecberto il Guercio, che stavano assediando Magonza. Teodorico rifiutò, invece Wichamann passò dalla parte di Liudolfo e del fratello. Il sovrano marciò verso la Baviera, ma «trovò tutte le porte chiuse»; egli quindi devastò la regione e tornò indietro.
Liudolfo «senza più speranze di opporre resistenza al suo re», decise quindi di allearsi con gli ungari, ma questi decisero autonomente di saccheggiare la Franconia. Ottone li scacciò e invase nuovamente la Baviera ribelle. Gli ungari si arresero. mentre Ottone assediò per un mese e mezzo i ribelli a Ratisbona, i quali si arresero per carenza di viveri nel 954. Ottone restituì quindi il ducato di Baviera al fratello e duca di questa Enrico. Liudolfo, sempre più isolato (Corrado ormai si era arreso) si riconciliò con il padre con un atto di deditio in cui si presento scalzo davanti al padre durante una battuta di caccia autunnale nei pressi di Weimar, ma venne dallo stesso privato del ducato in maniera definitiva. L'atto sancì la coesione della famiglia reale nel momento in cui gli ungari stavano invadendo il regno, invasione che culminò con la loro sconfitta nella battaglia di Lechfeld l'anno successivo. Corrado il Rosso, che si era arreso prima di Liudolfo, vide già all'inizio della ribellione il suo ducato, come già detto, assegnato a Brunone, arcivescovo di Colonia e fratello del sovrano; egli accettò questa sottrazione per avere il perdono reale.

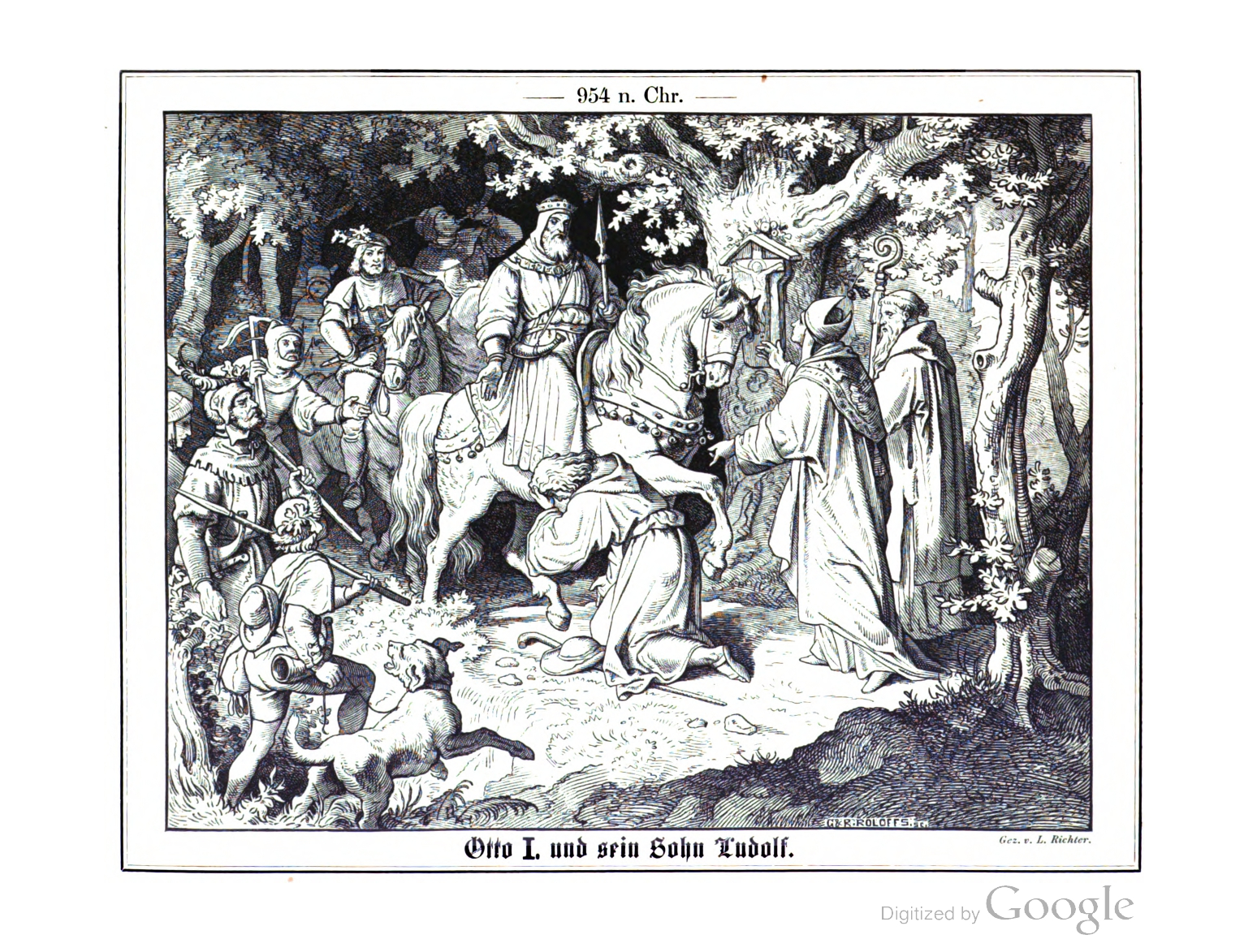
La sottomissione di Liudolfo al padre Ottone I

### La seconda ribellione e la morte
Nel 956 «guastato dai consigli di nobili perversi», si ribellò nuovamente al padre e si recò in Italia; la ribellione non ebbe conseguenze, in quanto morì inaspettatamente l'anno seguente, il 6 settembre 957 a causa di febbri a Pombia, vicino a Novara, mentre stava ritornando in Germania. Il padre seppe della sua morte mentre era impegnato in una campagna contro i redari, «pianse il figlio proprio come Davide aveva pianto Assalonne». Il suo corpo fu trasportato dal fratellastro Guglielmo (che dal 954 fu arcivescovo di Magonza) oltre le Alpi e fu sepolto nell'abbazia di Sant'Albano a Magonza, stesso luogo in cui venne sepolta Liutgarda pochi anni prima.

## Famiglia e figli
Liudolfo sposò Ida nel 947 ed ebbero due figli:
- Ottone (*? †982), duca di Svevia e di Baviera[7];
- Matilde (*? †1011), badessa di Essen[7].
- Richlinde? (*? †?), la questione dell'esistenza di un'ulteriore figlia, Richlinde appunto, è oggetto di dibattito tra gli storici. Secondo l'interpretazione di Armin Wolf, avrebbe contratto matrimonio con Cuno di Öhningen, generando Corrado I di Svevia, che nel 982 subentrò ad Ottone I come duca di Svevia. L'alleanza matrimoniale risulterebbe di particolare rilievo, poiché costituirebbe il legame genealogico tra i Liudolfingi e i Corradinidi[13].

Ida sopravvisse al marito per 30 anni e morì il 17 maggio 986.

## Ascendenza
|                       |                   |                         | Genitori            |  |  | Nonni |  |  | Bisnonni             |  |  | Trisnonni            |  |
|                       |                   |                         |                     |  |  |       |  |  | Ottone I di Sassonia |  |  | Liudolfo di Sassonia |  |
|                       |                   |                         |                     |  |  |       |  |  | Ottone I di Sassonia |  |  | Liudolfo di Sassonia |  |
|                       |                   | Oda di Billung          |                     |  |  |       |  |  | Ottone I di Sassonia |  |  |                      |  |
| Enrico I di Sassonia  |                   |                         |                     |  |  |       |  |  | Ottone I di Sassonia |  |  |                      |  |
|                       |                   | Edvige di Babenberg     | Enrico di Franconia |  |  |       |  |  |                      |  |  |                      |  |
|                       |                   | Edvige di Babenberg     | Enrico di Franconia |  |  |       |  |  |                      |  |  |                      |  |
|                       |                   | Edvige di Babenberg     | Ingeltrude          |  |  |       |  |  |                      |  |  |                      |  |
| Ottone I di Sassonia  |                   | Edvige di Babenberg     |                     |  |  |       |  |  |                      |  |  |                      |  |
|                       |                   | Teodorico di Ringelheim | Reginhart           |  |  |       |  |  |                      |  |  |                      |  |
|                       |                   | Teodorico di Ringelheim | Reginhart           |  |  |       |  |  |                      |  |  |                      |  |
|                       |                   | Teodorico di Ringelheim | Matilda             |  |  |       |  |  |                      |  |  |                      |  |
| Matilde di Ringelheim |                   | Teodorico di Ringelheim |                     |  |  |       |  |  |                      |  |  |                      |  |
|                       |                   | Rinilde di Frisia       | Godefrid di Frisia  |  |  |       |  |  |                      |  |  |                      |  |
|                       |                   | Rinilde di Frisia       | Godefrid di Frisia  |  |  |       |  |  |                      |  |  |                      |  |
|                       |                   | Rinilde di Frisia       | …                   |  |  |       |  |  |                      |  |  |                      |  |
| Liudolfo di Svevia    |                   | Rinilde di Frisia       |                     |  |  |       |  |  |                      |  |  |                      |  |
|                       | Alfredo il Grande | Etelvulfo del Wessex    |                     |  |  |       |  |  |                      |  |  |                      |  |
|                       | Alfredo il Grande | Etelvulfo del Wessex    |                     |  |  |       |  |  |                      |  |  |                      |  |
|                       | Alfredo il Grande | Osburga                 |                     |  |  |       |  |  |                      |  |  |                      |  |
| Edoardo il Vecchio    | Alfredo il Grande |                         |                     |  |  |       |  |  |                      |  |  |                      |  |
|                       |                   | Ealhswith               | Æthelred Mucel      |  |  |       |  |  |                      |  |  |                      |  |
|                       |                   | Ealhswith               | Æthelred Mucel      |  |  |       |  |  |                      |  |  |                      |  |
|                       |                   | Ealhswith               | Eadburh             |  |  |       |  |  |                      |  |  |                      |  |
| Eadgyth               |                   | Ealhswith               |                     |  |  |       |  |  |                      |  |  |                      |  |
|                       |                   | Æthelhelm di Wiltshire  | …                   |  |  |       |  |  |                      |  |  |                      |  |
|                       |                   | Æthelhelm di Wiltshire  | …                   |  |  |       |  |  |                      |  |  |                      |  |
|                       |                   | Æthelhelm di Wiltshire  | …                   |  |  |       |  |  |                      |  |  |                      |  |
| Elfleda               |                   | Æthelhelm di Wiltshire  |                     |  |  |       |  |  |                      |  |  |                      |  |
|                       |                   | …                       | …                   |  |  |       |  |  |                      |  |  |                      |  |
|                       |                   | …                       | …                   |  |  |       |  |  |                      |  |  |                      |  |
|                       |                   | …                       | …                   |  |  |       |  |  |                      |  |  |                      |  |
|                       |                   | …                       |                     |  |  |       |  |  |                      |  |  |                      |  |